# 中村友太郎
中村 友太郎（なかむら ともたろう、1937年4月7日 - ）は、キリスト教学者、上智大学名誉教授。
1961年東京大学教養学部教養学科ドイツ科卒、同大学院比較文学比較文化博士課程中退、東洋大学講師、助教授、1979年上智大学文学部助教授、教授、2003年特任教授、2008年退任、名誉教授。

## 共編
- 未来の人間学 アルフォンス・デーケン共編 理想社 1981.7
- 宗教のこころ 日本の宗教とキリスト教 井上英治共編 みくに書房 1984.4

## 翻訳
- 哲学思索への道 基礎概念の入門 J.M.ボヘンスキー 国嶋一則共訳 エンデルレ書店 1963 (ヘルデル文庫)
- 再合同のためのキリスト教革新 公会議と再合同 ハンス・キュンク 国嶋一則共訳 エンデルレ書店 1964
- 公会議に現われた教会 新たなる教会理解のために ハンス・キュンク エンデルレ書店 1966
- 第二バチカン公会議 パウロ・フィステル 南窓社 1967
- 神信仰と心の健康 ゲオルク・ズィークムンド エンデルレ書店 1969
- 日本のキリスト者の一致のために 第二バチカン公会議に基づく省察 パウロ・フィステル 中央出版社 1969
- 仏教とキリスト教 対話の心構え ゲオルク・ズィークムント エンデルレ書店 1971
- 試練に立つ神 無神論の歴史 ゲオルク・ズィークムント  エンデルレ書店 1972
- 神の前なる人間 ゲオルグ・ズィークムント  エンデルレ書店 1973
- 生か死か・自殺の問題 ゲオルク・ズィークムント - エンデルレ書店 1975
- 思索への34階梯 大哲学者の日常と思想　ヴィルヘルム・ヴァイシェーデル 公論社 1977
- 奇跡のいやし ゲオルグ・ジークムント - エンデルレ書店 1978.4
- 人間の本質について ゲオルク・ジークムント - エンデルレ書店 1980.3
- 世界は神の軌跡 ゲオルク・ジークムント - エンデルレ書店 1981.3
- 生きがい喪失の悩み 現代の精神療法 ヴィクトル・E・フランクル - エンデルレ書店 1982.10
- 現代世界における女性の地位 ゲオルク・ジークムント エンデルレ書店 1982.12
- ユダヤ教とキリスト教 相互関係へのあかし ゲオルク・ジークムント - エンデルレ書店 1983.11
- 死後に続く生活 証明と幻想 ゲオルク・ジークムント - エンデルレ書店 1984.6
- 自由の源泉を求めて キリストにおける自由 キリスト教的生活の実践のための倫理神学 ベルンハルト・ヘーリング 中央出版社 1986.2
- ルルドにはまだ奇跡があるのか 奇跡の意義と現実 ゲオルク・ジークムント エンデルレ書店 1986.6
- 自然の秩序は神認識の源泉 目的論的神証明の新しい基礎づけ第1部 ジークムント エンデルレ書店 1987.11
- 倫理にのぞむ根本姿勢 キリストにおける自由 キリスト教的生活の実践のための倫理神学 ヘーリング 中央出版社 1987.8 (キリストの自由)
- 価値判断の根底を探る キリストにおける自由 キリスト教的生活の実践のための倫理神学 ヘーリング 中央出版社 1990.3 (キリストの自由)
- 教会史提要 アウグスト・フランツェン エンデルレ書店 1992.5

## 参考
- 中村友太郎「危機は希望への門戸」 - CiNii